# تجریدگرایی
تجریدگرایی یا انتزاع‌گرایی (به انگلیسی: Abstractionism) نظریه‌ای است که بیان می‌کند که ذهن، برخی یا همهٔ مفاهیم خود را با انتزاع آن‌ها از مفاهیمی که قبلاً دارد یا از تجربه به دست می‌آورد. برای مثال، می‌توان «سبز» را از مجموعه‌ای از تجربیات که رنگ سبز را همراه با ویژگی‌های دیگر دربرمی‌گیرد، انتزاع کرد. همچنین، برای مثال، می‌توان یک مفهوم عمومی مانند «سبزیجات» را از مفاهیم موجود در نمونه‌های آن (هویج، کلم بروکلی، پیاز و غیره) انتزاع کرد. این دیدگاه توسط جرج بارکلی و پیتر گیچ مورد انتقاد قرار گرفت.

## توسعه
تجریدگرایی یا انتزاع‌گرایی ریشه در نوشته‌های ارسطو دارد، به ویژه آن‌هایی که نظریۀ مُثل افلاطونی را رد می‌کنند. آن‌ها توسط اسکولاستیک‌ها پذیرفته و توسعه یافتند، به طوری که این دکترین در قرن هفدهم میلادی تثبیت شد. جان لاک نیز نظریۀ خود را در مورد ایده‌های انتزاعی توسعه داد، اگرچه این نظریه مخالف نظریۀ اسکولاستیک جوهرها بود. از نظر او، ایده‌ها از طریق حواس و مواد یا داده‌های حسی ارائه‌شده توسط آن‌ها سرچشمه می‌گیرند، مبنای شکل‌گیری ایده‌های کلی ما از طبقات چیزها می‌شوند. نظریۀ او به دلیل تمرکز آن بر دانش شهودی و اثباتی، همان‌طور که در تشخیص لاک نشان داد که ریاضیات ناب و اخلاق ناب بر شهود و برهان بنا شده‌اند، با دیدگاه تجربه‌گرایانه در تضاد است.
چندین نسخۀ مدرن از انتزاع‌گرایی وجود دارد که شامل آن‌هایی می‌شود که توسط نظریه‌پردازانی مانند نوآم چامسکی و جری فودر توسعه یافته‌اند، که پیشنهاد کردند مفاهیم در بدو تولد شکل می‌گیرند و ما یادمی‌گیریم که کلمات زبان خود را با مفاهیم از پیش موجود تطبیق دهیم. به عنوان مثال، چامسکی «ساختار عمیق» اینترنت یا دستور زبان معنای پنهان در زیر سطح کلمات را با استناد به این که «زبان شناسان از یک واقعیت زبانی اساساً ناهمگون، یک سیستم استاندارد و همگن را جدا می‌کنند، توضیح داد و بنابراین انتزاع را پایه‌گذاری می‌کند».
مخالفت بارکلی با انتزاع‌گرایی عمدتاً به دلیل این ادعای لاک است که کلمات را از طریق میانجیگری ایده‌های کلی عمومی می‌کنند. این به دلیل این دیدگاه است که استدلال لاک برابر با ادعای این است که کلمۀ «مثلث» را می‌توان برای مثلث‌های مختلف اطلاق کرد زیرا ایدۀ کلی انتزاعی فرم به عنوان یک الگو یا استاندارد هنگام شناسایی نمونه‌های جدید به عنوان یک نوع استفاده می‌شود.